# I’m So Hollow
I’m So Hollow was een donkere newwaveband uit Sheffield, opgericht in 1978. De band heeft slechts één album en één single uitgebracht, en ging reeds in 1981 uiteen. Op 13 augustus 1980 namen ze een sessie bij John Peel op.
Zangeres van I’m So Hollow was Jane Wilson, die tevens keyboard speelde; bassist Gary Marsden zingt in sommige nummers echter ook. De gitarist was Rod Leigh en Yosef Sawicki speelde op de drum.
De groep begon in 1978 als voorprogramma van de Sheffieldse industrial-formatie Clock DVA. In 1980 speelden ze op het Futurama Festival te Leeds, en in datzelfde jaar brachten ze tevens hun eerste en enige single uit, Dreams to Fill the Vacuum, met een kunstmatig klikgeluid dat het doet lijken alsof de plaat blijft haperen. In 1981 verscheen hun enige elpee Emotion/Sound/Motion bij Illuminated Records, maar op dat moment was de groep reeds uiteengevallen. Enkele nummers van I’m So Hollow werden op compilaties opgenomen.

## Discografie

### Album
- 1981: Emotion/Sound/Motion

### Single
- 1980: Dreams to Fill the Vacuum